# Ilha Annette

A Ilha Annette é um das Ilhas Gravina do Arquipélago de Alexandre no nordeste do Oceano Atlântico, no sudoeste do litoral do Alasca. Sua extensão é de 18 km (12 milhas) e sua largura é quase a mesma, tendo a ilha uma extensão territorial de 332,5 mil km².(128,4 mi²). Ao leste está separada do Alasca continental pelo Canal Revillagigedo que também a separa da Ilha Revillagigedo ao norte.
Metlakatla é uma comunidade nativa fundada pelo missionário Anglicano William Duncan. A ilha é habitada pelos Nativos “Tsimshian”, sendo uma transição cultural entre os nativos  Tlingit e os Haida. O maior assentamento no local é Metlakatla e toda a ilha é uma reserva indígena, a única no  Alaska, com uma população de 1.447, conforme Censo americano de 2002.

## ALCOM
Desde 1997, o ALCOM (comando Militar do Alasca) patrocinou o Projeto “Innovative Readiness Training (IRT)” na Ilha Annette. O “Comando do Componente de Engenharia das Forças Unidas”, uma organização da “Guarda Nacional do Exército do Missouri”, mas sob comando e controle da ALCON, está construindo uma estrada. Essa unirá a parte da ilha mais próxima de Ketchikan a  Metlakatla, que fica no local da ilha mais distante das ilhas mais populosas e do Alasca continental. O projeto vai melhorar muito a qualidade de vida da Comunidade dos Índios Metlakatla, pois ira lhe prover uma ligação segura, conveniente e eficiente entre os sistemas rodoviários de Metlakatla e Ketchikan. 
O objetivo militar é de proporcionar à “Administração das Rodovias Federais” uma ligação rodoviária conforme os padrões de uma “Main Supply Route” (Rodovia Principal de Suprimento) do  Departamento de Defesa dos Estados Unidos. No processo haverá treinamentos conjuntos e válidos para todas as unidades participantes. 

## Clima
As estações meteorológicas do Alasca provêm registros mensais, tendo registrado temperaturas máximas de 82ºF / 28ºC (29.04.1976) e 67ºF / 19ºC (01.11.70); 

## Referência externa
- «Annette - guia da ilha» (em inglês)